# HFE遺傳性血色病
HFE遺傳性血色病，又名血色沉著症第1型或HFE相關遺傳血色病是一種遺傳病，患者過度攝取鐵質，令身體內的總鐵質含量達至病理性的水平。人類與及其他動物都沒有方法排出多餘的鐵質。多餘的鐵質會積聚在組織及器官內，影響它們的正常運作。最易受影響的器官包括肝臟、腎上腺、心臟及胰臟；患者可能出現肝硬化、腎上腺功能不全、心衰竭或糖尿病。這種疾病在北歐譜系最為普遍，尤其是愛爾蘭人。

## 歷史
Armand Trousseau首先於1865年報告了在糖尿病患者的皮膚上出現青銅色：HFE遺傳性血色病的病徵。但他並沒有聯想到鐵質的積聚。到了1890年，雷克靈豪森（Friedrich Daniel von Recklinghausen）才發現因糖尿病而引起鐵質滲入胰臟會破壞內分泌功能。

## 病徵
HFE遺傳性血色病有多種的表徵，很多時會表現出其他疾病的徵狀。傳統上認為HFE遺傳性血色病病徵包括肝硬化、皮膚出現青銅色及糖尿病，但現已發現這些並非必然。以下都是一些可能的臨床病徵，但大部份都並不普遍。：
- 衰竭；
- 抑鬱；
- 肝硬化；
- 胰島素抵抗；
- 勃起功能障礙及性腺功能低下症；
- 心衰竭、心律不齊或心包炎；
- 手部關節炎，但亦包括膝部及肩膀關節；及
- 腎上腺的破壞，造成腎上腺功能不全。

以下的徵狀則較少出現：
- 聽覺障礙；[14]
- 運動障礙，包括帕金森氏症的徵狀；[14][15][16]
- 某些內分泌器官的機能障礙，如副甲狀腺及腦下垂體；
- 皮膚上出現深色的斑紋；及
- 容易感染某些因嗜鐵菌而引起的傳染病。

男性一般會於40-50歲後患病，而女性則會較男性後幾十年後才患病，因女性月經會定期帶走身體內的鐵質，因此病症會到停經後才會發生。遺傳性血色病的病情各有不同。證據顯示遺傳性血色病患者患上其他肝臟失調，如肝炎，情況會比較嚴重。另外亦有年輕型的遺傳性血色病，同樣是鐵超載的後果。

## 診斷
若血清中發現肝臟酵素或運鐵蛋白飽和度上升，就有需要進行HFE遺傳性血色病的診斷。一些關節疾病、糖尿病或衰竭等也可能是一種訊號。

### 血液測試
運鐵蛋白及運鐵蛋白飽和度都是一般用來測試HFE遺傳性血色病的方法。運鐵蛋白會結合及負責在血液中運送鐵質。量度運鐵蛋白初步評估體內鐵質含量。空腹運鐵蛋白飽和度若超過45%（絕經前婦女為35%）都是需要進一步檢查的指標。運鐵蛋白飽和度超過62%就是HFE基因的純合性突變。
量度儲鐵蛋白水平也是另一種方法來評估體內的含鐵量。男性的正常水平為每毫升12-300纖克，女性則為每毫升12-150纖克。若儲鐵蛋白超過每毫升血液1000纖克，很有可能就是已經患上HFE遺傳性血色病。
其他一般會進行的血液測試包括全血細胞計數、腎臟功能檢查、肝臟功能測驗、電解質、葡萄糖及／或糖耐力測試。

### 肝臟活體組織切片

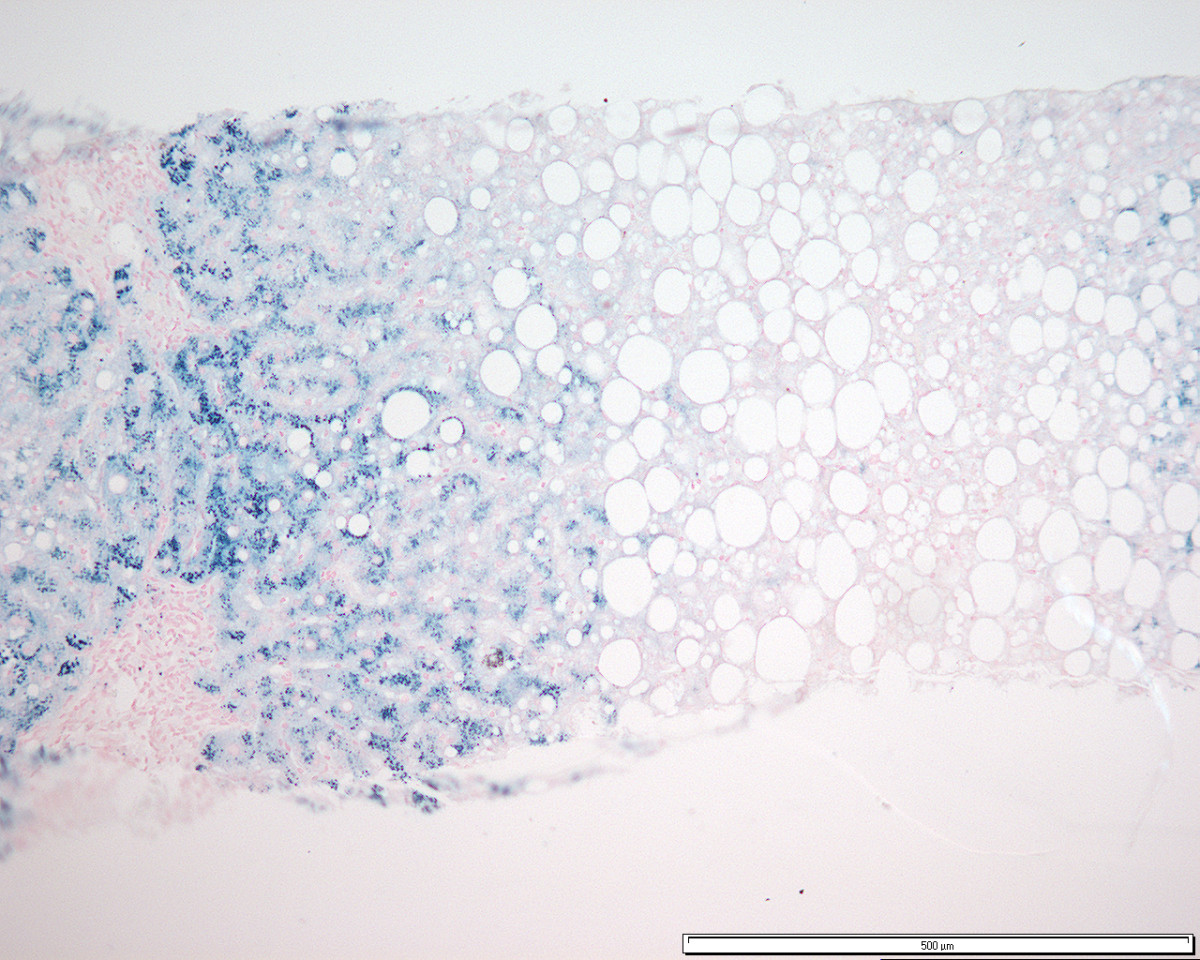
普魯士藍染色的就是鐵質的積聚。

從肝臟活體組織切片量度的鐵質含量，可以得知肝臟受到的破壞。以往這是唯一檢查HFE遺傳性血色病的方法。活體組織切片的風險包括創傷、出血及感染。運鐵蛋白及儲鐵蛋白的量度令活體組織切片的必要性備受質疑。

### 醫學影像
在器官內上升的鐵質含量可以利用電腦斷層掃描及核磁共振成像來造成醫學影像。核磁共振成像可以量化肝臟的鐵質含量，故可以減少使用活體組織切片。不過這種技術卻很有限，在美國就只有幾個地方可以造到，但放射量度卻較為普遍。

### 功能檢查
以往醫生會監察HFE遺傳性血色病患者的器官功能障礙，如心衰竭的心臟超音波檢查或血糖監察。

### 鑑別診斷
鐵質積聚的其他成因亦必須考慮：
- 非洲鐵超載
- 輸血型血色沉著症
- 骨髓發育不良症候群

## 對器官造成的破壞
鐵質會儲存在肝臟、胰臟及心臟。HFE遺傳性血色病對這些器官有嚴重的長期影響，甚至可能會致命。
肝臟是主要儲存鐵質的地方，但亦會自然地積聚多餘的鐵質。長期鐵超載會對肝臟造成破壞。肝硬化會引發更多及更嚴重問題，包括食道及胃部出血、腹部嚴重積水及肝癌，差不多三分之一的HFE遺傳性血色病及肝硬化患者都會患上肝癌。毒素會積聚在血液中並影響心智功能，如引起昏迷等。
胰臟也是另一儲存鐵質的器官，且對身體糖份的代謝極為重要。糖尿病會影響身體如何使用血糖，並會導致眼盲、腎衰竭及心血管疾病。
過度的鐵質會影響心臟循環血液的能力，引起心衰竭。心律不齊可以導致心悸、胸痛及輕度頭痛，但有時也會致命。若HFE遺傳性血色病受控或鐵質含量降低可以治癒這些心臟問題。
HFE遺傳性血色病患者的皮膚會因黑色素的積聚而出現青銅色或灰色。

## 治療
早期的HFE遺傳性血色病可以定期放血的形式來解決鐵質積聚的問題。當儲鐵蛋白水平到達每毫升300纖克（未停經女性為每毫升200纖克），就可以開始進行放血。每包450-500毫升的血液，就含有約200-250微克的鐵質。一般放血的頻率為每星期一次，直至儲鐵蛋白的水平少於每毫升20纖克。期後每年只放血1-6次就可以維持體內的鐵質水平。治療亦要針對受到破壞的器官。
HFE遺傳性血色病患者要控制飲食，限制飲酒，少吃含維他命C的食物、紅肉及容易造成食物中毒的食物，如貝類及海鮮。另一方面要多吃阻礙吸收鐵質的食物，如高單寧酸含量的茶、含鈣質、草酸及植酸的食物。

## 傳染
HFE遺傳性血色病在北歐是很普遍的遺傳病，差不多每200人就有一名患者。其中每10個人就有1人的控制鐵質代謝的基因出現突變，最普遍出現突變的是HFE基因的C282Y等位基因。鐵質代謝基因突變的傳播性會因地區而異。一項研究發現，在3011個無關係的白種澳洲人中，就有14%為雜合性的HFE基因突變，0.5%為純合性的突變，但只有0.25%會出現鐵超載。大部份雜合性突變的人都不會患有HFE遺傳性血色病。
遺傳學研究指原先HFE遺傳性血色病突變是源自一個前60-70代的人，有可能是凱爾特人。當時可能食物質較現今稀有，這種基因突變是一種為適應當時環境的一種自然選擇。

## 遺傳學
身體控制鐵質吸收的結構非常複雜及有很多不明的地方。與HFE遺傳性血色病有關的就是6號染色體的HFE基因，它編碼了幫助控制鐵質吸收的蛋白質。HFE基因有兩個共同等位基因：C282Y及H63D。任何一個等位基因的雜合子都不會出現臨床的鐵超載，但卻會有鐵質上升的情況。HFE基因突變會造成90%的非輸血性鐵超載。這個基因是與人類白細胞抗原HLA-A3緊密鏈接的。純合型C282Y突變是最普遍出現臨床鐵質積聚的基因型，而雜合型C282Y/H63D突變則已確定是鐵超載的成因。大部份男性C282Y純合子會出現肝臟功能不全，包括出現肝臟酵素上升等。女性純合子會因月經而延後鐵質積聚的發生。每個病人都因吸收鐵質的不同、突變的本質及是否有對肝臟的破壞而有不同的鐵質積聚率。同樣，哪一個器官會受到影響都有所不同。
HFE遺傳性血色病的普遍成因是C282Y的突變，即282點的胱氨酸殘基變成酪氨酸殘基。

## 病理生理學
鐵質的代謝機制仍有很多不明的地方，例如很多有HFE基因突變的病人都沒有鐵超載表現出來，相反一些患有鐵超載的病人卻擁有正常的HFE基因型。這有可能是因HFE基因的突變只是影響肝臟製造鐵調激素。
調控鐵質基因不正常的人，其吸收鐵質的能力並沒有受影響，故令身體的鐵質水平上升。原先儲存在儲鐵蛋白的鐵質會轉變成血鐵黃素儲在器官內，而血鐵黃素卻是對組織的毒素而引起氧化應激。鐵質是氧化强化劑，故HFE遺傳性血色病有著其他氧化强化劑疾病（如肝豆狀核變性、慢性錳中毒及大麥町的高尿酸徵狀）的徵狀。